# فيليبي لياو
فيليبي لياو هو لاعب كرة قدم برتغالي في مركز حراسة المرمى، ولد في 13 نوفمبر 1983 في لشبونة في البرتغال. لعب مع أتليتيكو كلوب دي برتغال وإستريلا دا أمادورا وإشتوريل برايا ومافرا ونادي فاتيما ونادي فارنزي.

## وصلات خارجية
- فيليبي لياو على موقع قاعدة بيانات كرة القدم.إي يو (الإنجليزية)
- فيليبي لياو على موقع Soccerway.com (الإنجليزية)